# Pierre Joseph Bérardier Grézieu
 Pierre Joseph Bérardier de Grézieu , né le 15 décembre 1755 à Saint-Étienne (Loire), mort le 5 avril 1799 à Jaffa (Syrie), est un général de brigade de la Révolution française.

## États de service
Après des études dans un pensionnat, il entre à l’école militaire à Paris en 1772. Il est nommé sous-lieutenant le 31 janvier 1774, dans le Régiment du Dauphin, il passe lieutenant en second le 28 février 1778, et lieutenant en premier le 20 mai 1781.
Le 1er juillet 1789, il devient capitaine en second, et en 1792, il est affecté à l’armée du Nord. Le 16 septembre 1792, il est nommé lieutenant-colonel de la légion des Pyrénées, puis il est fait adjudant-général chef de brigade le 26 novembre 1793.
Il est promu général de brigade provisoire le 22 décembre 1793.
Le 19 mai 1798, il embarque à Toulon pour faire la campagne d’Égypte, et le 21 juillet 1798, il est employé comme sous-chef d’état-major du général en chef Bonaparte, à la bataille des Pyramides. il se trouve au Siège de Jaffa, et il devient commandant de cette place à l’issue de la victoire le 8 mars 1799.
Il meurt de la peste le 5 avril 1799 à Jaffa.

## Sources
- (en) « Generals Who Served in the French Army during the Period 1789 - 1814: Eberle to Exelmans »
- M. Descreux, Notices biographiques stéphanoises, imprimerie Montagny Saint-Étienne, 1868.